# ドン・フアン・マテオス
『ドン・フアン・マテオス』(西: Don Juan Mateos) は、1632年から1633年ごろにスペインの巨匠ディエゴ・ベラスケスが油彩でキャンバス上に制作した肖像画である。作品は、モデナの チェーザレ・イニャツィオ の資産の中で『べラスコ氏の肖像･･･手が荒くスケッチされている』と言及されている。 1746年にルーベンスの作品としてポーランドのアウグスト3世に売却され、そのコレクションからドレスデンにあるアルテ・マイスター絵画館に入ったが、しばらくの間ティツィアーノの作品と見なされていた。

## 作品
腰の下で切断された肖像は、金色のハイライトと白い襟付きの黒い服を身に着けている。輪郭を描かれただけの手は、右手をピストルの柄に置き、左手を剣に置いている。人物は赤灰色の背景に浮かび上がっているが、背景は人物の前ではより明るくなっている。強く照らされ、わずかに横を向いた頭は、鋭い視線で鑑賞者を見ている。老化の兆候として鼻と首の皺などが見て取れる。
モデルはフェリペ4世の狩猟術指南番、大弓隊長を務めた人物であるフアン・マテオスであると信じられている。フアン・マテオスは自身の著作『狩猟の起源と尊厳 (Origen y dignidad de la caza) 』の中で「狩猟」を「戦争の生きたイメージ」と呼び、君主がその術に長けていることを説き、フェリペ4世がその名手であったことを賞賛している。このように君主に求められる技術として狩猟の重要性を説く点で、王家が所有していた狩猟休憩塔 (トッレ・デ・ラ・パラーダ)との関連が指摘されている。
美術史家カール・ユスティは、ベラスケスの当作品を『狩猟の起源と尊厳』の表紙にある、ペドロ・ペレーテによる銅版画の「作家であり狩猟者」の小さな肖像画と比較した。美術史家のジョナサン・ブラウンは、マテオスの死後、その肖像画を、マドリード駐在モデナ公爵の大使イッポリート・カミッロ・グイーディがマドリードの裁判所を訪れた後の1641年から1643年にかけて取得した可能性があると提言している。侯爵は、報酬として使用していた自分の合金通貨の絶え間ない切り下げに対する措置として美術作品を購入する目的で、この肖像画を注文したのかもしれない。マテオスが亡くなったときに残された物品目録には、実際に少数の宗教画とともに二点の肖像画 (一点は彼自身、もう一点は亡き妻のマリア・マルカートのもの) が含まれていたが、それらは等身大の作として言及された肖像画であった。画家の名前は示されることなく、両作品はわずか100レアルと見積もられた。